# Annacrescenz Wehinger
Annacrescenz Wehinger  SSpS (* 25. Februar 1910 in Aulfingen, Geisingen, Landkreis Tuttlingen; † 6. Februar 1944 in der Bismarcksee) war eine deutsche Steyler Missionsschwester und Märtyrin.

## Leben
Mechtilde Wehinger wuchs als siebtes von 8 Kindern eines Landwirts auf. Am 15. Oktober 1931 trat sie in Oberdischingen bei den Steyler Missionsschwestern in das Kloster St. Hildegard ein und begann am 5. Juli 1932 das Noviziat unter dem Ordensnamen Annacrescenz (nach dem heiligen Crescens). Am 6. Juli 1934 legte sie ihre Zeitlichen Gelübde ab und reiste mit anderen vom 8. August 1934 bis zum 16. Oktober nach Alexishafen in die Papua-Neuguinea-Mission, wo sie am 8. Dezember 1939 ihre Ewigen Gelübde ablegte. Sie wurde auf den Missionsstationen Ulingan und Bogia eingesetzt. Zweimal war sie todkrank, konnte aber geheilt werden. 
Nach der Besetzung Neuguineas durch die japanischen Invasionstruppen 1942 wurde sie zusammen mit Bischof Franziskus Wolf und zahlreichen Mitbrüdern und Missionsschwestern in einem Sammellager auf der Vulkaninsel Manam interniert, wo sie an Unterernährung litten und an Malaria erkrankten. Am 5. Februar gingen sie unter Protest auf das japanische Transportschiff Yorishime Maru, das am 6. Februar nachts von der amerikanischen Luftwaffe angegriffen wurde. Es starben 46 Menschen, darunter Annacrescenz Wehinger. Eine Gedenkstätte befindet sich in Alexishafen.

## Gedenken
Die Römisch-katholische Kirche in Deutschland hat Schwester Annacrescenz Wehinger als Märtyrin in das deutsche Martyrologium des 20. Jahrhunderts aufgenommen.